# Tyron Zeuge
Tyron Zeuge (* 12. Mai 1992 in Berlin) ist ein deutscher Profiboxer und ehemaliger regulärer WBA-Weltmeister im Supermittelgewicht.

## Jugend und Amateurlaufbahn
Tyron Zeuge aus dem Berliner Stadtteil Neukölln begann im Alter von sechs Jahren mit dem Boxen und trainierte bei den Neuköllner Sportfreunden, Boxring Eintracht Berlin und dem SV Stahl Schöneweide. Seine Trainer waren Jörg Schneider und Ralf Dickert. In der Bundesliga boxte er unter anderem für Hertha BSC.
Er nahm 2007 an den Kadetten-Weltmeisterschaften in Baku teil, wo er erst im Viertelfinale gegen Danijar Jeleussinow ausschied. Zudem war er Teilnehmer der Kadetten-Europameisterschaften 2008.
2009 wurde er Deutscher Jugendmeister im Mittelgewicht und gewann in dieser Gewichtsklasse auch die Jugend-Europameisterschaft 2009 in Stettin. Er hatte sich dabei gegen Vilius Lembutis, Roger Hryniuk, Alexandre Titov und Zoltán Harcsa durchgesetzt. Bei den Jugend-Weltmeisterschaften 2010 unterlag er aber im Achtelfinale gegen Damien Hooper.
2010 boxte er bereits im Halbschwergewicht und sicherte sich noch in diesem Jahr die deutschen Meistertitel in den Klassen U21 und Elite (Erwachsene). Bei der Elite schlug er im Finalkampf Gottlieb Weiss.
Weiters gewann er unter anderem das Tammer-Turnier 2010 und boxte beim Round Robin Team Tournament 2010 und 2011. Er besiegte in den Turnieren unter anderem Kennedy Katende, Kenneth Egan, Joe Ward und Obed Mbwakongo. Bei den Deutschen Meisterschaften 2011 schied er knapp gegen Serge Michel aus und gewann die Bronzemedaille. Bei den Europameisterschaften 2011 in Ankara verlor er im ersten Kampf gegen Dmitri Bulgakow.
Insgesamt gewann Zeuge 123 von 140 Kämpfen.

## Profikarriere
Im März 2012 wurde Tyron Zeuge vom Profi-Boxstall Sauerland Event unter Vertrag genommen. Sein Trainer war Karsten Röwer. Seinen ersten Profikampf bestritt er am 31. März 2012 gegen Yauheni Bohdanouski aus Belarus, den er in der ersten Runde mit Technischem KO besiegte. Auch in den folgenden Kämpfen blieb er siegreich. Am 25. Januar 2014 gewann er den Titel des WBO-Junioren-Weltmeisters gegen den Georgier George Beroschwili. Am 5. April 2014 besiegte er den bis dahin ungeschlagenen Gheorghe Sabău vorzeitig in Runde neun. Am 16. August 2014 gewann Zeuge den IBF-Interkontinental-Titel, den er bisher zwei Mal verteidigte.
Nach fast einjähriger Pause – zwei im September und November 2015 angesetzte Kämpfe gegen Eduard Gutknecht hatten wegen Verletzung bzw. Krankheit Zeuges abgesagt werden müssen – gewann Zeuge mit dem amtierenden Weltmeister Jürgen Brähmer als neuem Trainer am 9. April 2016 überlegen nach Punkten gegen Rubén Eduardo Acosta. Am 16. Juli 2016 boxte Zeuge um die WBA-Weltmeisterschaft gegen den Italiener Giovanni de Carolis. Da der Kampf mit einem Unentschieden endete, blieb de Carolis Titelträger.
In einem erneuten Kampf gegen de Carolis wurde Zeuge am 5. November 2016 WBA-Weltmeister durch einen Technischen KO in der 12. Runde. Er wurde damit nach Graciano Rocchigiani der zweitjüngste deutsche Weltmeister im Profiboxen. Zu diesem Zeitpunkt war der WBA-Titel eines in der Wertigkeit höher stehenden Superchampions nicht vergeben, den dann am 27. Mai 2017 George Groves errang. Seine erste Titelverteidigung bestritt er erfolgreich am 25. März 2017 gegen Isaac Ekpo. Der Kampf wurde wegen eines tiefen Cuts von Zeuge nach einem Kopfstoß Ekpos in der fünften Runde abgebrochen und die bis dahin vergebenen Punkte ausgezählt. Am 17. Juni 2017 bestritt Zeuge eine weitere freiwillige Titelverteidigung gegen den Briten Paul Smith, die er einstimmig nach Punkten gewann. Im März 2018 gewann er in einem neuerlichen Kampf gegen Ekpo durch technischen KO und blieb damit Weltmeister im Supermittelgewicht. In seiner nächsten Titelverteidigung traf er am 14. Juli 2018 auf den Briten Rocky Fielding, dem er in der 5. von 12 Runden durch Aufgabe (TKO) unterlag und somit seinen Titel an diesen abgab.
Im August 2018 wurde das Ende der Zusammenarbeit mit Sauerland Event bekannt. Zur selben Zeit gründete er mit seinem Trainer Jürgen Brähmer den Boxstall JB German Sports mit Sitz in Schwerin. Seinen ersten Kampf unter neuem Boxstall bestritt Zeuge am 22. September 2018 gegen Cheikh Dioum. In der achten und letzten Runde schickte er seinen Gegner zu Boden, woraufhin der Ringrichter den Kampf beendete und Zeuge durch technischen KO gewann.
Im November 2018 unterschrieb Zeuge einen mehrjährigen Vertrag mit dem Berliner Boxstall AGON Sports. Sein Trainer blieb Jürgen Brähmer. Am 15. Juni 2019 kam es auf Anweisung der EBU nach langen Verhandlungen in der Sport- und Kongresshalle in Schwerin zur EU-Meisterschaft gegen den Spanier Adán Silvera. Zeuge gewann durch technischen KO in der zehnten Runde.
Im August 2022 wurde Zeuge vom Magdeburger Boxstall Fides Sports verpflichtet.

## Liste der Profikämpfe
| 2012                                        | 31. März      | Yauheni Bohdanouski      | Sieg / TKO 1/4                                  | Sparkassen-Arena, Kiel                     |
| 2012                                        | 5. Mai        | Santo Drago              | Sieg / TKO 3/4                                  | Messe Erfurt                               |
| 2012                                        | 25. August    | Carlos Caicedo           | Sieg / TKO 3/4                                  | O2 World Berlin                            |
| 2012                                        | 3. November   | Matingu Kindele          | Sieg / Punktsieg (einstimmig) 6/6               | Gerry-Weber-Stadion, Halle (Westf.)        |
| 2012                                        | 15. Dezember  | Vasile Dragomir          | Sieg / KO 1/6                                   | Arena Nürnberger Versicherung, Nürnberg    |
| 2013                                        | 2. Februar    | Srdjan Mihajlovic        | Sieg / TKO 1/6                                  | Max-Schmeling-Halle, Berlin                |
| 2013                                        | 27. April     | Mike Guy                 | Sieg / Punktsieg (einstimmig) 8/8               | Sporthalle Hamburg                         |
| 2013                                        | 8. Juni       | David Sarabia            | Sieg / Punktsieg (einstimmig) 8/8               | Max-Schmeling-Halle, Berlin                |
| 2013                                        | 24. August    | Nathan King              | Sieg / Punktsieg (einstimmig) 8/8               | Sport- und Kongresshalle, Schwerin         |
| 2013                                        | 26. Oktober   | Achilles Szabo           | Sieg / Punktsieg (einstimmig) 8/8               | EWE Arena, Oldenburg                       |
| 2013                                        | 14. Dezember  | Alessio Furlan           | Sieg / TKO 5/8                                  | Jahnsportforum, Neubrandenburg             |
| 2014                                        | 25. Januar    | George Beroshvili        | Sieg / Punktsieg (einstimmig) 10/10             | Hanns-Martin-Schleyer-Halle, Stuttgart     |
| 2014                                        | 5. April      | Gheorghe Sabau           | Sieg / TKO 9/10                                 | Stadthalle Rostock                         |
| 2014                                        | 7. Juni       | Armand Cullhaj           | Sieg / TKO 9/10                                 | Stadthalle Rostock                         |
| 2014                                        | 16. August    | Baker Barakat            | Sieg / TKO 9/10                                 | Messe Erfurt                               |
| 2014                                        | 6. Dezember   | Stjepan Božić            | Sieg / Aufgabe 5/12                             | EWE Arena, Oldenburg                       |
| 2015                                        | 25. April     | Nikola Sjekloća          | Sieg / Punktsieg (einstimmig) 12/12             | Columbiahalle, Berlin                      |
| 2016                                        | 9. April      | Rubén Eduardo Acosta     | Sieg / Punktsieg (einstimmig) 10/10             | MBS Arena Potsdam                          |
| 2016                                        | 16. Juli      | Giovanni de Carolis (WM) | Unentschieden 12/12                             | Max-Schmeling-Halle, Berlin                |
| 2016                                        | 5. November   | Giovanni de Carolis (WM) | Sieg / TKO 12/12                                | MBS Arena Potsdam                          |
| 2017                                        | 25. März      | Isaac Ekpo (WM)          | Sieg / Technischer Punktsieg 5/12               | MBS Arena Potsdam                          |
| 2017                                        | 17. Juni      | Paul Smith (WM)          | Sieg / Punktsieg (einstimmig) 12/12             | Rittal Arena Wetzlar                       |
| 2018                                        | 24. März      | Isaac Ekpo (WM)          | Sieg / TKO 2/12                                 | Edel-optics.de Arena, Hamburg-Wilhelmsburg |
| 2018                                        | 14. Juli      | Rocky Fielding (WM)      | Niederlage / TKO 5/12                           | Baden-Arena, Offenburg                     |
| 2018                                        | 22. September | Cheikh Dioum             | Sieg / TKO 8/8                                  | MBS Arena Potsdam, Potsdam                 |
| 2019                                        | 15. Juni      | Adán Silvera (EM)        | Sieg / TKO 10/12                                | Sport- und Kongresshalle, Schwerin         |
| 2023                                        | 18. Februar   | Michal Ryba              | Sieg / TKO 1/6                                  | Porsche-Arena, Stuttgart                   |
| 2023                                        | 27. Mai       | Ondřej Budera            | Punktsieg (einstimmig) 6/6                      | Helios Arena, Villingen-Schwenningen       |
| 2023                                        | 23. September | Nasser Bukenya           | Punktsieg (einstimmig) 8/8                      | GETEC Arena, Magdeburg                     |
| 2024                                        | 24. März      | Zach Parker              | Niederlage / Punktniederlage (einstimmig) 10/10 | Resorts World Arena, Birmingham            |
| 2024                                        | 24. September | Sladan Janjanin          | Sieg / TKO 4/8                                  | MHPArena, Ludwigsburg                      |
| 2025                                        | 25. Januar    | Serhat Parlak            | Punktsieg (einstimmig) 10/10                    | XPOST, Köln                                |
| Quelle: Tyron Zeuge in der BoxRec-Datenbank |               |                          |                                                 |                                            |

## Erläuterungen
- WM = Weltmeisterschaft, EM = Europameisterschaft
- Gewichtsklassen:
  - Amateure: Leichtgewicht bis 60 kg, Mittelgewicht bis 75 kg, Halbschwergewicht bis 81 kg
  - Profis: Supermittelgewicht bis 76,2 kg